# 津浦战役
津浦战役，又称邹县、滕县战役，是1945年10月至1946年1月，中国抗日战争胜利后，第二次国共内战全面爆发前，新四军为控制华东津浦、陇海、胶济三条铁路路段及沿线重要城市，与国军发生的局部冲突。在这个战役中，陈毅的新四军山东军区和粟裕的新四军华中军区部队互相配合，占领了以上三条铁路沿线的重要路段，并把山东和华中两大解放区连为一体，这次战役与上党战役、平绥战役、平汉战役等，一同被众多史学家和政治家以及西方学者认为第二次国共内战前奏之一。

## 背景
抗战胜利后，国共两党为了争夺沦陷区的接收权，分别派部队抢占重要城市据点以及交通线。津浦线是国军北上重点路线，兵力雄厚。中共中央确定“向北发展，向南防御”的方针后，山东主力调东北后，新四军北移山东，军部与山东军区合并，陈毅任军长兼司令员，另在苏北组建华中军区。中共中央赋予华东方面的中心任务就是截断津浦路，阻止国军北上，并力求消灭一部或大部；以此要求组织一个突击力量，布置在徐州至济南沿线适当位置，控制铁路一段，创造战场，以便打击北上的国军。 同时判断：“华中可能为蒋介石最先向我进攻之地，如华中现有地区不能确切保障，不独影响山东局势，且对全国形势及国共谈判均及不利……”，为此，华东方面以山东部队为主于1945年10月15日组成津浦前线野战军，由陈毅任司令员，下辖四个师。苏北则以江南北撤部队为主，于同年11月10日组成华中野战军，粟裕任司令员，进行内线作战。

## 战役过程和结果
10月19日，新四军占领津浦路上的邹县，随后向南北展开。在南段，12月14日攻占滕县，围困临城、枣庄；北段先后攻占宁阳、曲阜，包围兖州、泰安。坐镇济南的李延年和困守临城的陈大庆，均连电向国府军委会告急。与此同时，华中野战军于11月16日占领了盐城，12月26日占领高邮，配合了津浦路的作战。山东军区部队则进行了胶济路阻击作战。至1946年1月停战之日止，华东三大铁路干线中，津浦路济南南方万德至徐州北韩庄段、陇海路徐州东新安镇至海州段、胶济路济南东张店至昌乐段，均在新四军控制下，中共山东和华中两大根据地已经连成一体，成为对国民党统治中心南京、上海地区最直接而严重的威胁。

### 引用
1. ↑   《军委关于截断津浦路阻止国民党军北进给陈毅等的指示》，1945年10月12日，《中共中央文件选集》，第15册，第335页
2. ↑   《中共中央关于在华中和山东建立野战军给陈毅、黎玉及华中局的指示》，1945年10月24日，《中共中央文件选集》，第15册，第380页
3. ↑  《何成浚将军战时日记》，1945年12月11日、31日
4. ↑  . www.sdsqw.cn. 2007-08-01 17:01:26  [2019-04-09]. （原始内容存档于2019-05-02）.

### 书籍
- 李新(总编)，汪朝光(著)：《中华民国史（第3编第5卷）：从抗战胜利到内战爆发前后》. 北京：中华书局，2000年。ISBN 7-101-02017-8

| 1945年下半年国共主要冲突列表 | 1945年下半年国共主要冲突列表 | 1945年下半年国共主要冲突列表 | 1945年下半年国共主要冲突列表                           |
| 战斗名称                     | 大致时间                     | 爆发原因 | 实况                                                   |
| ---------------------------- | ---------------------------- | --- | ------------------------------------------------------ |
| 上党战役                     | 9.10-10.12                   | 阎锡山部隊占领八路军收复之襄垣、潞城，在長治接受日軍投降，八路军發起進攻                                                                                               | 阎锡山部队10個師被殲，长治被八路军攻克                 |
| 津浦战役                     | 10.15-12.14                  | 新四军阻止國军沿津浦路北上接受日軍投降 | 新四军攻占山东大片地区，山东华中两解放区连成一片       |
| 平绥战役                     | 10.18-12.14                  | 傅作义部队在绥远受降，八路军晋冀鲁豫军区部队为打通华北东北交通 | 八路军围攻归绥、包头两城一个半月，未能攻克最后撤退     |
| 平汉战役                     | 10.24-11.2                   | 國軍沿平漢路北上接受日軍投降，八路军晋冀鲁豫军区军队阻止其北进。 | 八路军合围国军7个师，全部殲滅                          |
| 山海关战斗                   | 11.15                        | 乘美国运输舰前往东北的國军到达大连时，被苏联及八路军、东北民主联军拒绝登陆，后转到葫芦岛仍无法登陆只得转在秦皇岛登陆。后在进发至山海关时遭遇八路军、东北民主联军阻击。 | 国军突破八路军、东北民主联军阻击，穿越山海关，攻占锦州 |